# روكو بوتيجليون
روكو بوتيجليون (ولد في 6 يونيو 1948) هو سياسي إيطالي من اتحاد المسيحيين والديمقراطيين الوسطيين وأكاديمي.